# Estação Molodiojnaia (metro de Moscovo)
Molodiojnaia (em russo:  Молодёжная) é uma das estações da linha Arbatsko-Pokrovskaia (Linha 3) do Metro de Moscovo, na Rússia. Estação «Molodiojnaia» está localizada entre as estações «Krylatskoie» e «Kuntsevskaia».